# 15811 Нюсляйн-Фольгард
15811 Нюсляйн-Фольгард (15811 Nüsslein-Volhard) — астероїд головного поясу, відкритий 10 липня 1994 року.
Тіссеранів параметр щодо Юпітера — 3,150.
Названо на честь німецького біолога Крістіани Нюсляйн-Фольгард лауреата Нобелівської премії з фізіології і медицини 1995 року.